# Нохфелден
Нохфелден (њем. Nohfelden) општина је у њемачкој савезној држави Сарланд. Једно је од 8 општинских средишта округа Санкт Вендел. Према процјени из 2010. у општини је живјело 10.246 становника. Посједује регионалну шифру (AGS) 10046114.

## Географски и демографски подаци
Нохфелден се налази у савезној држави Сарланд у округу Санкт Вендел. Општина се налази на надморској висини од 382 метра. Површина општине износи 100,7 km². У самом мјесту је, према процјени из 2010. године, живјело 10.246 становника. Просјечна густина становништва износи 102 становника/km².

## Међународна сарадња
| Мјесто | Држава | Врста сарадње | Од    |
| ------ | ------ | ------------- | ----- |
|        | Пољска | партнерство   | 1996. |
| Извор  |        |               |       |